# Лобан Станіслав Сергійович
Станіслав Сергійович Лобан (нар. 15 лютого 1977, Одеса, УРСР) — український футболіст, півзахисник та нападник.
Одружений. Дружина Хуторна Наталія Анатоліївна.
Діти. 
Донька. Анастасія.Червень 2008 року народження.
Син. Дмитро. Липень 2015 року народження.

## Клубна кар'єра
Вихованець СДЮСШОР «Чорноморець» (Одеса), перший тренер — С. Семенов. У 1995 році розпочав футбольну кар'єру в аматорському клубі «Лотто» (Одеса), який в 1997 році після злиття зі СК «Одеса» став називатися СКА-Лотто (Одеса). Влітку 1998 року отримав запрошення від одеського «Чорноморця», але в футболці одеситів не зіграв жодного офіційного матчу, а в наступному році отримав запрошення від болгарського «Хебара». Після відродження «Чорноморця-2» влітку 1999 року підсилив його склад. З 2000 року захищав кольори аматорського клубу «Локомотив» (Одеса), влітку 2002 року підписав контракт з «Торопедо» (Москва), але грав переважно за дубль. У 2004 році на правах оренди перейшов до «Сталь» (Дніпродзержинськ), допоміг вибороти путівку до першої ліги. Відігравши перше коло в першій лізі перейшов до «Поділля» (Хмельницький). 
На початку 2006 року виїхав до Азербайджану, де в складі ФК «Баку» став чемпіоном Азербайджану . Влітку 2006 року повернувся в Україну та виступав у клубі «Нафтовик-Укрнафта», у складі якого став переможцем першої ліги, та виборов путівку до Прем'єр ліги. Після цього вистуав в аматорських клубах «Дружба народів» (Одеса), O.L.KAR. (Шаргород), Сигма (Херсон) та «Сонячна Долина» (Одеса). Під час зимової перерви сезону 2009/10 років підписав контракт з «Дністром» (Овідіополь), який влітку 2011 року змінив назву на ФК «Одеса». Влітку 2012 року завершив професіональну футбольну кар'єру. Того ж 2012 року виступав в чемпіонаті Одеської області в складі ФК «Воронівки».

## Досягнення

### Клубні
- Прем'єр-ліга
  -  Чемпіон (1): 2006